# David Byrne (politico)
David Byrne (Newbridge, 26 aprile 1947) è un politico e avvocato irlandese.
È stato commissario europeo.

## Biografia

### Formazione
Byrne ha studiato giurisprudenza presso lo University College di Dublino e i King's Inns di Dublino. Superò l'esame di abilitazione come avvocato nel 1970.

### Carriera professionale
Byrne svolse la professione di avvocato per quasi trent'anni, specializzandosi nel diritto costituzionale, civile ed europeo. Dal 1974 al 1987 fece parte del consiglio dell'ordine degli avvocati dell'Irlanda. Tra il 1995 e il 1997 svolse l'incarico di esaminatore esterno presso i King's Inns e fece parte del comitato deontologico dell'ordine degli avvocati.
Nel 1989 Byrne fu nominato membro di un organismo governativo incaricato della revisione della legislazione in materia sociale. Dal 1990 al 1997 è stato membro della Corte internazionale di arbitrato con sede a Parigi.

#### Procuratore generale
Nel 1997 Byrne fu nominato procuratore generale della Repubblica d'Irlanda e divenne membro del Consiglio di stato. Durante il suo mandato Byrne partecipò alla negoziazione e all'applicazione dell'Accordo del Venerdì Santo con l'Irlanda del Nord, gestendo i cambiamenti costituzionali richiesti dall'accordo. Si occupò anche degli emendamenti alla costituzione richiesti per la ratifica del Trattato di Amsterdam. Byrne si occupò inoltre dell'istituzione della prima agenzia indipendente per la sicurezza alimentare in Europa.

#### Commissario europeo (1999-2004)
Nel settembre 1999 Byrne fu indicato dal governo irlandese come membro della Commissione Prodi. Entrò in carica il 16 settembre 1999 come commissario europeo per la salute e la tutela dei consumatori. Rimase in carica fino al maggio 2004.
Come commissario Byrne si occupò in modo particolare di sicurezza alimentare. Promosse accordi con paesi terzi sulla regolamentazione della sicurezza alimentare e promosse la fiducia dei consumatori nel commercio elettronico e nei prodotti di importazione. Coordinò la riforma delle direttive europee sulla tracciabilità, il trasporto e l'introduzione sul mercato di organismi geneticamente modificati e coordinò l'approccio europeo all'epidemia di mucca pazza. Si occupò anche delle epidemie di SARS e di influenza aviaria. Byrne lanciò inoltre una strategia per la salute nell'UE nel 2000 e l'istituzione di un sistema europeo di informazione sulla salute nel 2003. Si occupò inoltre del rafforzamento delle direttive europee sul fumo e sulla pubblicità di sigarette, promuovendo la rimozione dell'aggettivo light dai pacchetti di sigarette, introducendo limiti massimi per i componenti delle sigarette, rendendo obbligatori gli avvertimenti sui pacchetti di sigarette e promuovendo la convenzione dell'OMS sul controllo del tabacco. Byrne promosse infine lo sviluppo di una strategia europea nei confronti del terrorismo batteriologico.

### Attività successive
Nel 2004 Byrne fu nominato inviato speciale del direttore generale dell'OMS, incaricato di proporre una riforma delle norme internazionali in materia di monitoraggio, sorveglianza e risposta alle epidemie globali come la SARS e l'influenza aviaria. Le nuove norme furono adottate dall'assemblea dell'OMS nel 2005. Nel 2006 Byrne fu considerato anche come possibile candidato per la direzione generale dell'OMS.
Byrne ha ricoperto una serie di altri incarichi di consulenza in ambito sanitario. È stato presidente del comitato etico dell'Agenzia internazionale per la ricerca sul cancro, presidente dell'Istituto per la ricerca cardiovascolare del Trinity College di Dublino, membro del consiglio del Collegio reale dei medici del Regno Unito e patron di "Health First Europe".
Dal 2005 Byrne è professore di diritto presso l'University College di Dublino. È direttore non esecutivo di "Irish Life and Permanent" e di "Kingspan" e presiede il consiglio della National Concert Hall di Dublino.

## Vita personale
Byrne è sposato e ha tre figli.

## Onorificenze
- Membro onorario del Collegio reale dei medici di Irlanda, 2001[2]
- Premio della fondazione europea per i polmoni per il controllo del tabagismo, 2001[2]
- Premio Europeo dell'anno, 2001[2]
- Membro onorario del Collegio reale dei medici del Regno Unito, 2003[2]
- Premio del direttore generale dell'OMS per la leadership nel controllo globale del tabagismo, 2003[2]
- Grosse Ehrenzeichen, stato di Salisburgo, 2004[2]
- Laurea honoris causa in giurisprudenza, University College Dublin, 2004[2]